# راسخة (اسم)
راسخة هو اسم علم مؤنث من أصل عربي، ومعناه هو تامة الأخلاق وسائر الصفات الحسنة.

## وصلات خارجية
- موسوعة السلطان قابوس لأسماء العرب نسخة محفوظة 5 أبريل 2019 على موقع واي باك مشين.